# Marian Czuliński
Marian Czuliński (ur. 1930) – były prezydent miasta Wrocławia, ekonomista.

## Życiorys
Do Wrocławia przybył w 1946 i tu ukończył Wyższą Szkołę Ekonomiczną. W latach 1961–1965 członek dyrekcji Wrocławskich Zakładów Elektronicznych Mera-Elwro, później (1965–1969) współorganizator wrocławskiego oddziału Przemysłowego Instytutu Automatyki i Pomiarów, następnie dyrektor ekonomiczny (potem naczelny) zakładów Pafawag (od 1969 do 1972 i od 1975 do 1978). W latach 1972–1975 przewodniczący Rady Narodowej Wrocławia i prezydent miasta (od 1973).
Na początku jego prezydentury 18 grudnia 1973 rozpoczęto budowę trasy W-Z z zobowiązaniem oddania jej na 30-lecie PRL 22 lipca następnego roku. Wybudowane w jej ramach kontrowersyjne tzw. przejście świdnickie mieszkańcy miasta nazywali „gardłem Czulińskiego".
Jako prezydent miasta Czuliński odpowiedzialny jest za wysadzenie w powietrze zabytkowych (średniowiecznych) Młynów Świętej Klary znajdujących się pomiędzy Wyspą Słodową a Wyspą Bielarską. Jego decyzja o ich wyburzeniu, podjęta w 1975 – 30 lat po zakończeniu wojny – spotkała się z powszechną krytyką i protestami ludzi kultury, w tym m.in. Jerzego Waldorffa, architektów, urbanistów i konserwatorów zabytków, zwłaszcza że wcześniej rok ich zburzenia był w PRL ogłoszony „Rokiem Ochrony Zabytków”. Młyny, choć nie stanowiły istotnego zagrożenia, nie były w dobrym stanie technicznym oraz nie nadawały się do rekonstrukcji. Działki, na których stały młyny pozostają nadal (2007) słabo wykorzystane. Czuliński przypłacił tę decyzję utratą szans na stanowisko wojewody, do którego był przez nomenklaturę PZPR przygotowywany (Czuliński ze stanowiska prezydenta przeniesiony został z powrotem do Pafawagu, a wojewodą został Zbigniew Nadratowski).